# 安斯加尔环形山
安斯加尔环形山（Ansgarius）位于月球正面东侧边沿的一座大撞击坑，约形成于酒海纪，其名称取自德国不莱梅主教圣安斯加尔（801年-865年），1935年被国际天文联合会正式批准接受。

## 描述

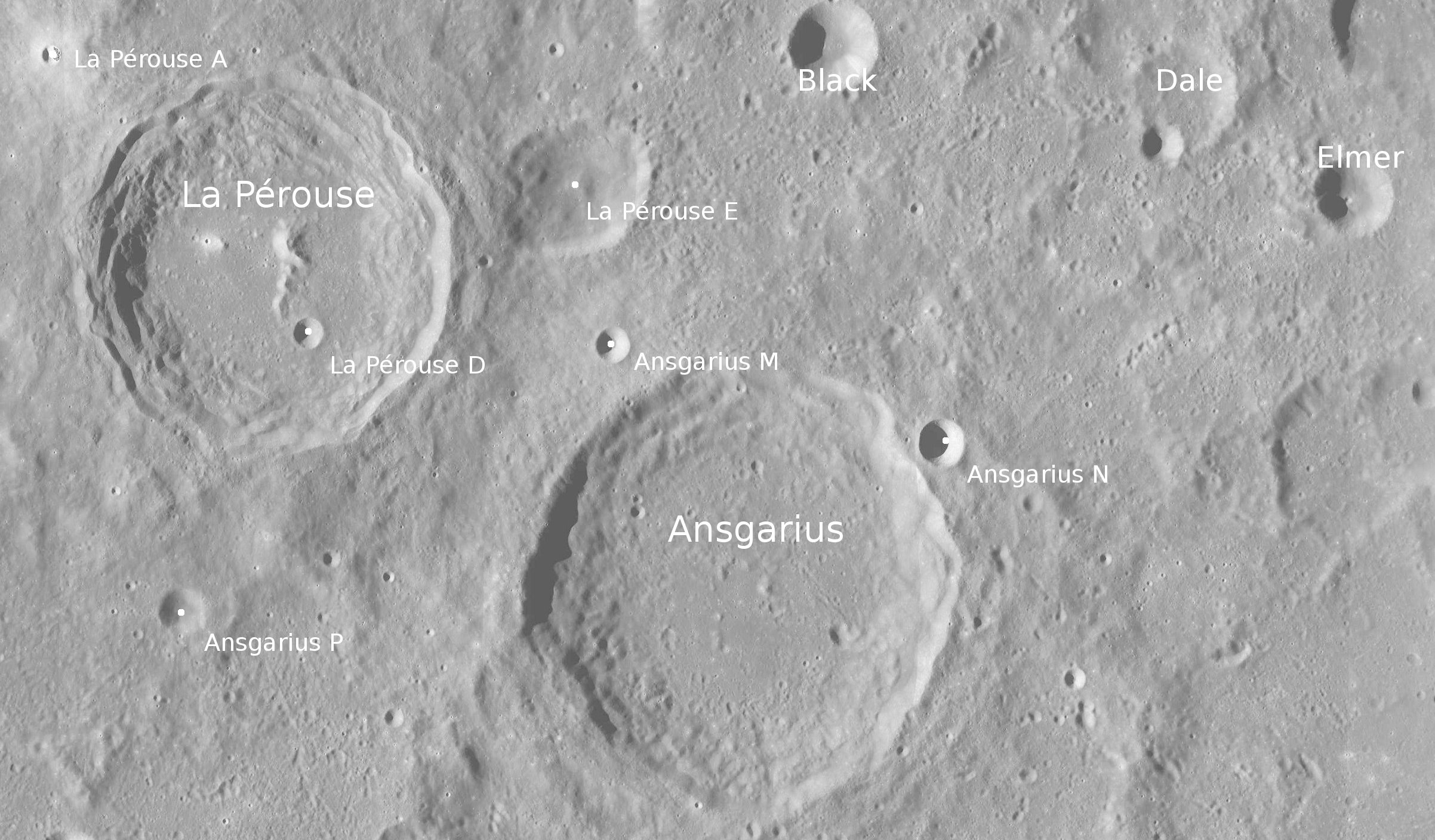
安斯加尔环形山的周边，月球勘测轨道器拍摄

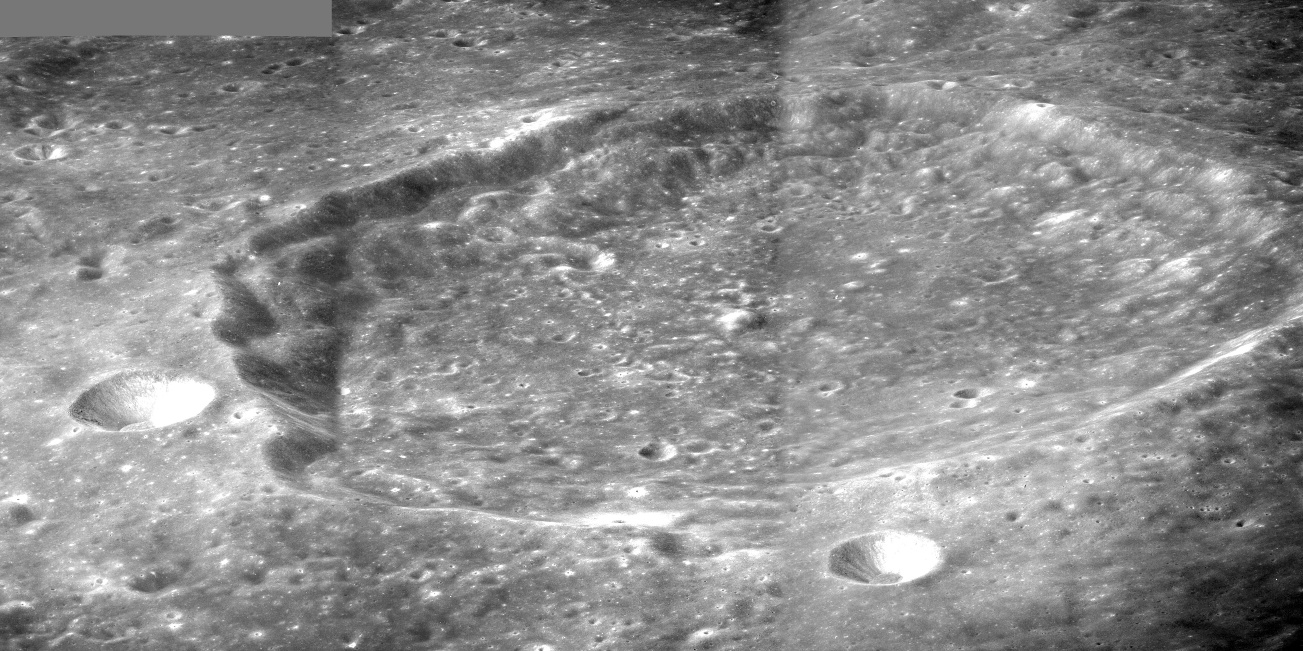
阿波罗8号拍摄的图像

该陨坑西北面毗邻拉彼鲁兹环形山；北面靠近克斯特纳环形山和布雷克陨石坑；凯伊士环形山、克雷伊肯陨石坑和埃尔默陨石坑位于它的东北；南面则是贝海姆环形山。而史密斯海就坐落在安斯加尔环形山的东北方。该陨坑的中心月面坐标为12°55′S 79°43′E / 12.92°S 79.72°E，直径91.42公里，深度4.19公里。
由于安斯加尔环形山位于月球东侧沿，从地球上看，其外观呈椭圆形，但实际为正圆形。该陨坑坑壁尚未受到较大的侵蚀，内侧坡显示有明显的阶地结构。坑壁平均高出周边地形1200米，内部容积约有2500立方千米。陨坑西南边缘略为平直并侵入到一座除西侧壁外，只剩留少量残壁的古老陨坑遗骸中；东北侧有一处扇形内凹。坑底表面较为平坦，散布有数座小陨坑，但无中央峰。

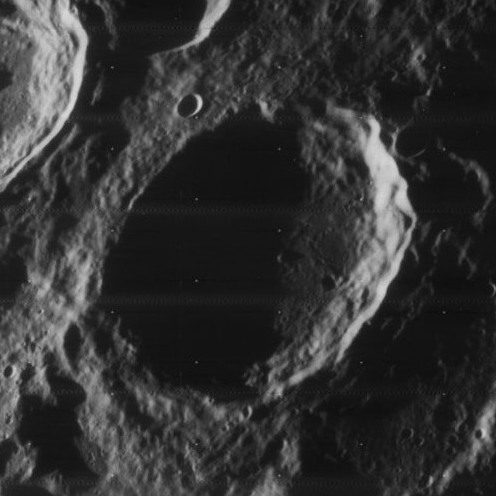
月球轨道器4号拍摄的斜视图

该陨坑的形隶属于TYC 型（以类陨石坑的典型代表-第谷坑所命名）。

## 卫星陨石坑
按惯例，最靠近安斯加尔环形山的卫星坑将在月图上以字母标注在该坑的中心点旁。

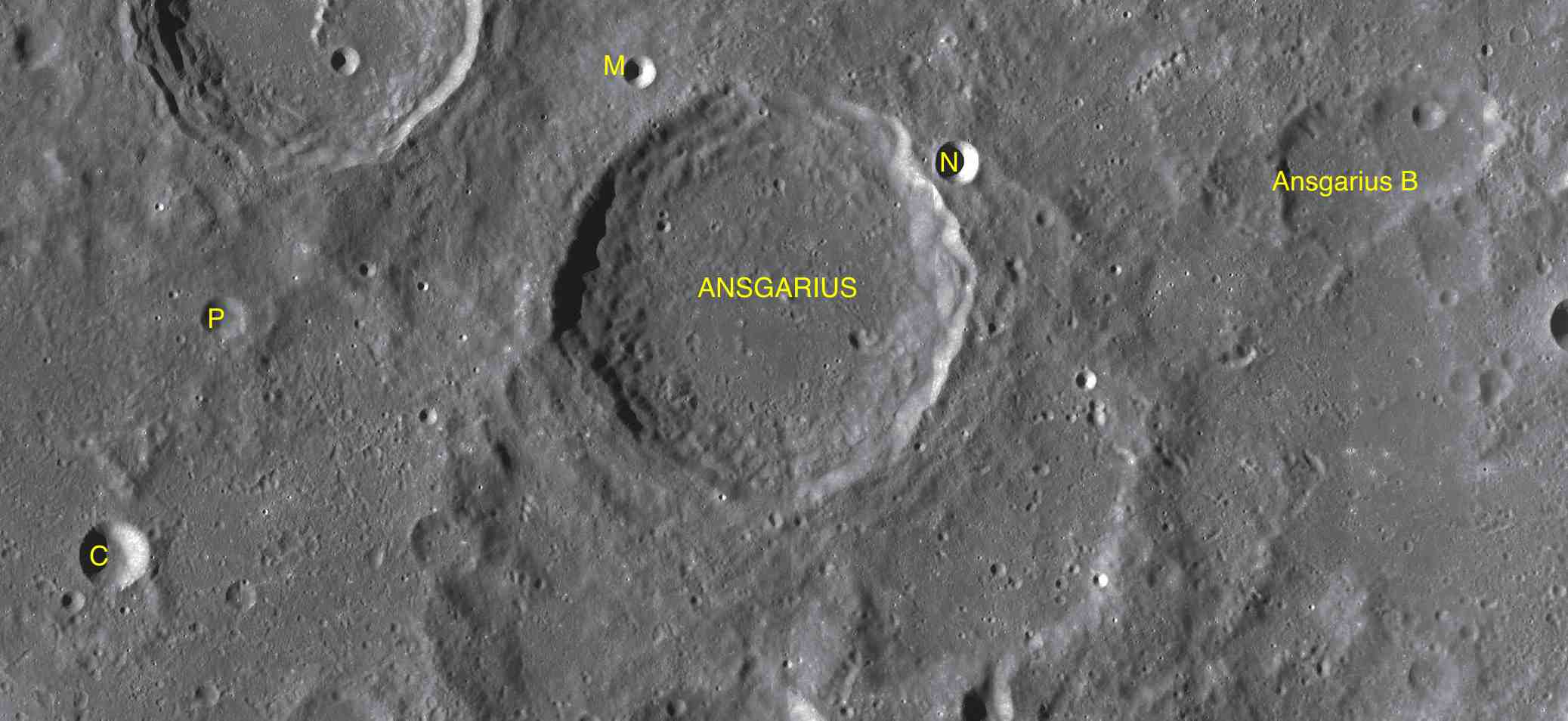
LAC-81 月图

| 安斯加尔 | 纬度    | 经度    | 直径    |
| -------- | ------- | ------- | ------- |
| B        | 11.9° S | 83.8° E | 29 公里 |
| C        | 14.8° S | 74.8° E | 14 公里 |
| M        | 11.3° S | 78.8° E | 7 公里  |
| N        | 11.9° S | 81.2° E | 10 公里 |
| P        | 13.0° S | 75.9° E | 10 公里 |

## 另请参阅
- Andersson, L. E.; Whitaker, E. A. . NASA RP-1097. 1982.
- Blue, Jennifer. . USGS. July 25, 2007  [2007-08-05]. （原始内容存档于2019-12-13）.
- Bussey, B.; Spudis, P. . New York: Cambridge University Press. 2004. ISBN 978-0-521-81528-4.
- Cocks, Elijah E.; Cocks, Josiah C. . Tudor Publishers. 1995. ISBN 978-0-936389-27-1.
- McDowell, Jonathan. . Jonathan's Space Report. July 15, 2007  [2007-10-24]. （原始内容存档于2019-06-21）.
- Menzel, D. H.; Minnaert, M.; Levin, B.; Dollfus, A.; Bell, B. . Space Science Reviews. 1971, 12 (2): 136–186. Bibcode:1971SSRv...12..136M. doi:10.1007/BF00171763.
- Moore, Patrick. . Sterling Publishing Co. 2001. ISBN 978-0-304-35469-6.
- Price, Fred W. . Cambridge University Press. 1988. ISBN 978-0-521-33500-3.
- Rükl, Antonín. . Kalmbach Books. 1990. ISBN 978-0-913135-17-4.
- Webb, Rev. T. W.  6th revised. Dover. 1962. ISBN 978-0-486-20917-3.
- Whitaker, Ewen A. . Cambridge University Press. 1999. ISBN 978-0-521-62248-6.
- Wlasuk, Peter T. . Springer. 2000. ISBN 978-1-85233-193-1.